# جون هيتينغا

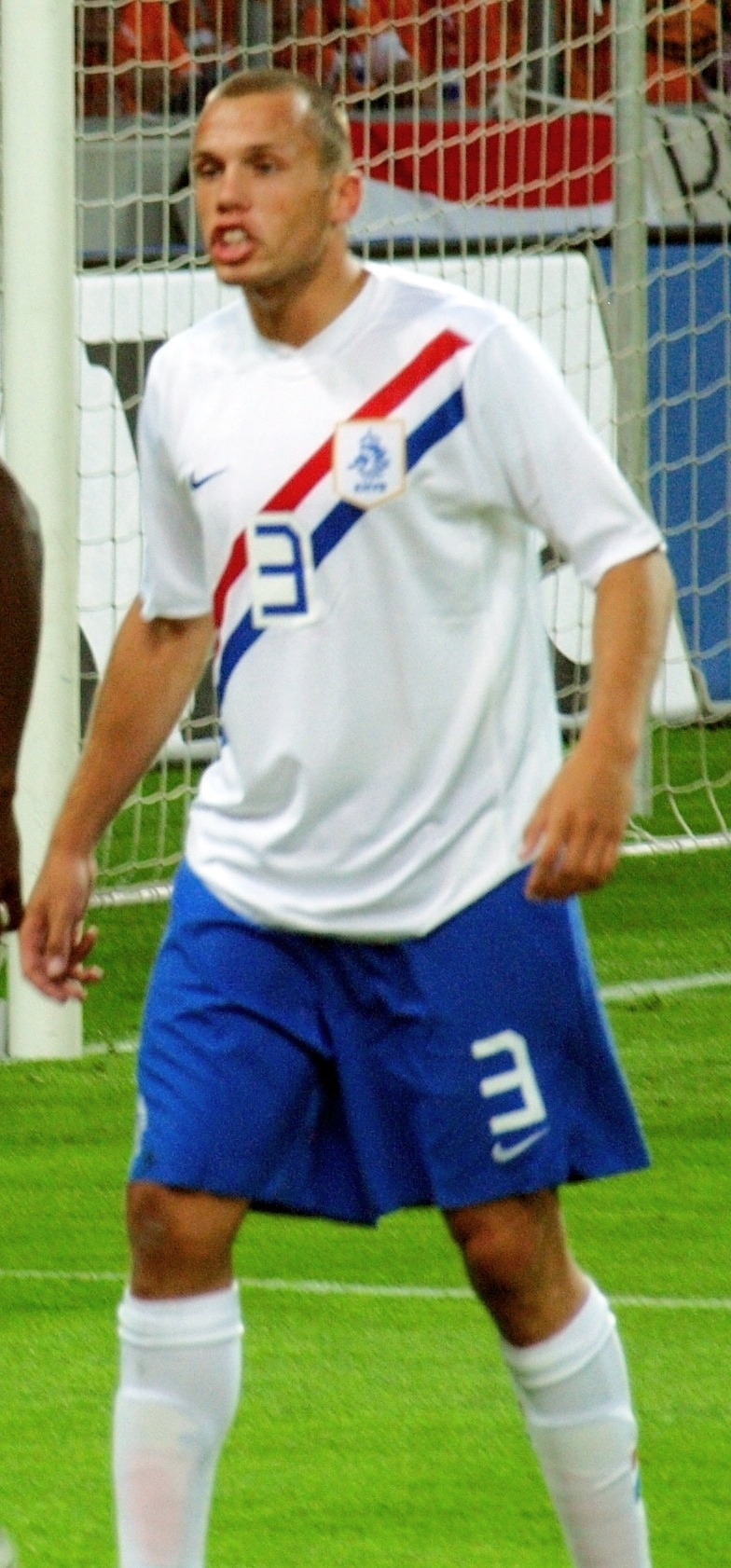
جون هيتينغا

جون جيجسبيرت الآن هيتينغا (John gijsbert alan Heitinga)، من مواليد 15 نوفمبر 1983 في ألفين آن دين رين في هولندا، لاعب كرة قدم هولندي.
يلعب مع نادي نادي إيفرتون الإنكليزي منذ عام 2009.
بدأ باللعب مع منتخب هولندا لكرة القدم في عام 2004.

## مسيرته الكروية
لعب جون هيتينغا خلال مسيرته الاحترافية مع 5 أندية في سبعة عشر موسمًا وسجل خلالها 24 هدفًا ضمن 324 مباراة. حيث فاز في ثلاثة مواسم بالكأس وفي موسمين بالدوري.
خاض جون هيتينغا مسيرته مع نادي أياكس أمستردام في موسم 2001–02 في المرة الأولى ليلعب معه سبعة مواسم ثم في موسم 2015–16 لمدة موسم واحد، مشاركًا طوالها في 154 مباراة سجل خلالها 17 هدفًا. ثم انتقل إلى نادي أتلتيكو مدريد في موسم 2008–09 ولمدة موسمين، حيث شارك في 28 مباراة سجل خلالها 3 أهداف. لينتقل بعدها إلى نادي إيفرتون في موسم 2009–10 ليلعب معه خمسة مواسم، مشاركًا في 115 مباراة سجل خلالها هدفين. ثم انتقل إلى نادي فولهام في موسم 2013–14 لمدة موسم واحد، مشاركًا في 14 مباراة سجل خلالها هدفًا واحدًا. هذا وانتقل لاحقًا إلى SG Gesundbrunnen Berlin ‏ في موسم 2014–15 لمدة موسم واحد، مشاركًا في 13 مباراة سجل خلالها هدفًا واحدًا أيضًا.

## روابط خارجية
- جون هيتينغا على موقع IMDb (الإنجليزية)
- جون هيتينغا على موقع الاتحاد الدولي (مؤرشف)  (الإنجليزية)
- جون هيتينغا على موقع الاتحاد الأوربي (الإنجليزية)
- جون هيتينغا على موقع قاعدة بيانات كرة القدم.إي يو (الإنجليزية)
- جون هيتينغا على موقع ناشيونال فوتبول تيمز (الإنجليزية)
- جون هيتينغا على موقع Soccerbase.com (لاعب) (الإنجليزية)
- جون هيتينغا على موقع Soccerway.com (الإنجليزية)
- جون هيتينغا على موقع عالم كرة القدم.نت (الإنجليزية)
- جون هيتينغا على موقع كووورة
- جون هيتينغا على موقع AS.com (الإسبانية)